# Église Saint-Jean-Baptiste de Montsinéry
L'église Saint-Jean-Baptiste de Montsinéry est une église catholique située à Montsinéry, en France.

## Description
L'édifice, situé dans le centre de Montsinéry, l'un des deux bourgs qui composent la commune, est inscrit au titre des monuments historiques par arrêté du 31 août 1995. Il a été bâti entre 1860 et 1902. 

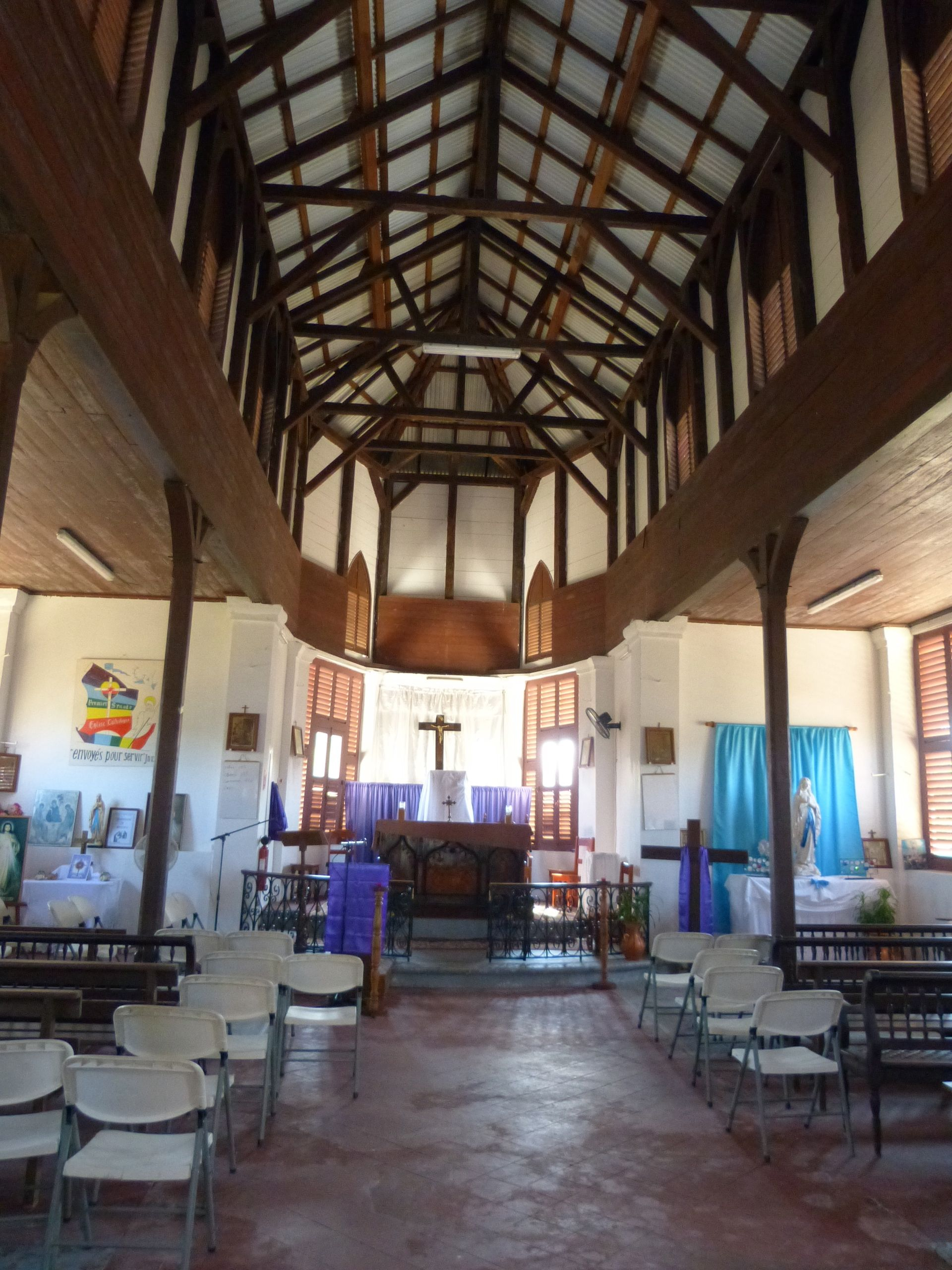
L'intérieur de l'église.